# Hawker F.20/27
Hawker F.20/27 là một loại máy bay tiêm kích đánh chặn của Anh cuối thập niên 1920.

## Tính năng kỹ chiến thuật (với động cơ Mercury VI)
Dữ liệu lấy từ Mason 1971, tr. 161
Đặc điểm tổng quát
- Kíp lái: 1
- Chiều dài: 23 ft 6½ in (7,18 m)
- Sải cánh: 30 ft (9,14 m)
- Chiều cao: 9 ft 5 in (2,87 m)
- Diện tích cánh: 228 ft2 (21,2 m2)
- Trọng lượng rỗng: 2.155 lb (978 kg)
- Trọng lượng có tải: 3.150 lb (1.429 kg)
- Động cơ: 1 × Bristol Mercury VI, 520 hp (388 kw)

 Hiệu suất bay 
- Vận tốc cực đại: 202 mph (325 km) trên độ cao 10.000 ft (3.050 m)
- Vận tốc lên cao: 1.967 ft/phút (10 m/s) tới 10.000 ft (3.050 m)

Trang bị vũ khí

- Súng: 2× Súng máy Vickerss 0.303 in (7,7 mm)